# 玲珑 (电视剧)
《玲珑》，2021年中国大陆励志冒险奇幻架空古裝剧，由赵今麦、袁弘、林一、蔡文静主演，于2019年6月开机，2019年10月杀青。於2021年1月29日在中國大陸腾讯视频、芒果TV以及台灣WeTV首播 。

## 播出时间
| 频道            | 所在地 | 播出日期      | 播出时间 | 备注 |
| --------------- | ------ | ------------- | -------- | ---- |
| 腾讯视频/芒果TV | 中国   | 2021年1月29日 |          |      |
| WeTV            | 臺灣   | 2021年1月29日 |          |      |

## 演员表

### 主要演员
| 演員   | 角色     | 介紹                                                                                               | 配音演員 |
| 赵今麦 | 火屠玲珑 | 不惧命运，逆风成长。                                                                               | 聂曦映   |
| 袁弘   | 火屠辛   | 重出江湖，携女闯关，妻子錦兒。                                                                     | 陈浩     |
| 林一   | 元一     | 满怀抱负，少年君主。                                                                               | 钱文青   |
| 蔡文静 | 银妆     | 银氏貴族之女，为爱抗争，曾是微生硯的未婚妻，喜歡火屠辛，五百年前的銀葭，也是火屠先祖火屠克的戀人。 | 乔诗语   |

### 其他演员
| 演員   | 角色   | 介紹 | 配音演員 |
| 辛云来 | 银霄   | 银氏之子，血性不屈，喜歡籬砂。 | 杨天翔   |
| 陈雨锶 | 乌缘   | 神秘魅丽，正邪之间。 | 杨婧     |
| 曾黎   | 绯天   | 铁血首相，忠贯日月。 | 赵熠彤   |
| 赵天宇 | 梦盏   | 念光閣少年閣主，身負使命。 | 苏尚卿   |
| 屠楠   | 微生砚 | 城府千丈，步步为营，十七年前遊說燭犀製造神主計畫，用墟瓔把從青樓篩選後，抓來的女子關在籠子裡，在放出墟瓔，讓墟瓔去把關在籠子的女子給咬了，導致那些女子變成怪物的模樣，唯獨錦兒沒有變成怪物的模樣，跟一般人一樣，在引錦兒去到織火，跟火屠辛在一起，懷上玲瓏，一直監視者火屠辛及玲瓏。                                                 | 魏超     |
| 陳語安 | 篱砂   | 念光閣的守門人，一腔孤勇，为爱扑火，喜歡銀霄。 | 徐佳琦   |
| 汪小敏 | 錦兒   | 火屠玲瓏的生母，火屠辛的妻子，是十七年前微生硯跟燭犀製造神主計畫當事人之一，微生硯用墟瓔把從青樓篩選後，抓來的女子關在籠子裡，再放出墟瓔，讓墟瓔去把關在籠子的女子給咬了，導致那些女子變成怪物的模樣，唯獨錦兒自己沒有變成怪物的模樣，跟一般人一樣，微生硯就跟她說去織火，才遇上火屠辛愛上他及懷上玲瓏，其實一直都在微生硯的掌握裡。 |          |
| 王東   | 佛篆   | 愛慕绯天 |          |

## 电视剧歌曲
| 曲序 | 曲目               | 演唱   |
| ---- | ------------------ | ------ |
| 1.   | 茫茫星河（片头曲） | 周深   |
| 2.   | 花!（片尾曲）      | 錢正昊 |
| 3.   | 對立面（插曲）     | 張紫寧 |